# Juttadinteria ausensis
Juttadinteria ausensis är en isörtsväxtart som först beskrevs av L. Bol., och fick sitt nu gällande namn av Schwant. Juttadinteria ausensis ingår i släktet Juttadinteria och familjen isörtsväxter. Inga underarter finns listade i Catalogue of Life.